# Maqueda

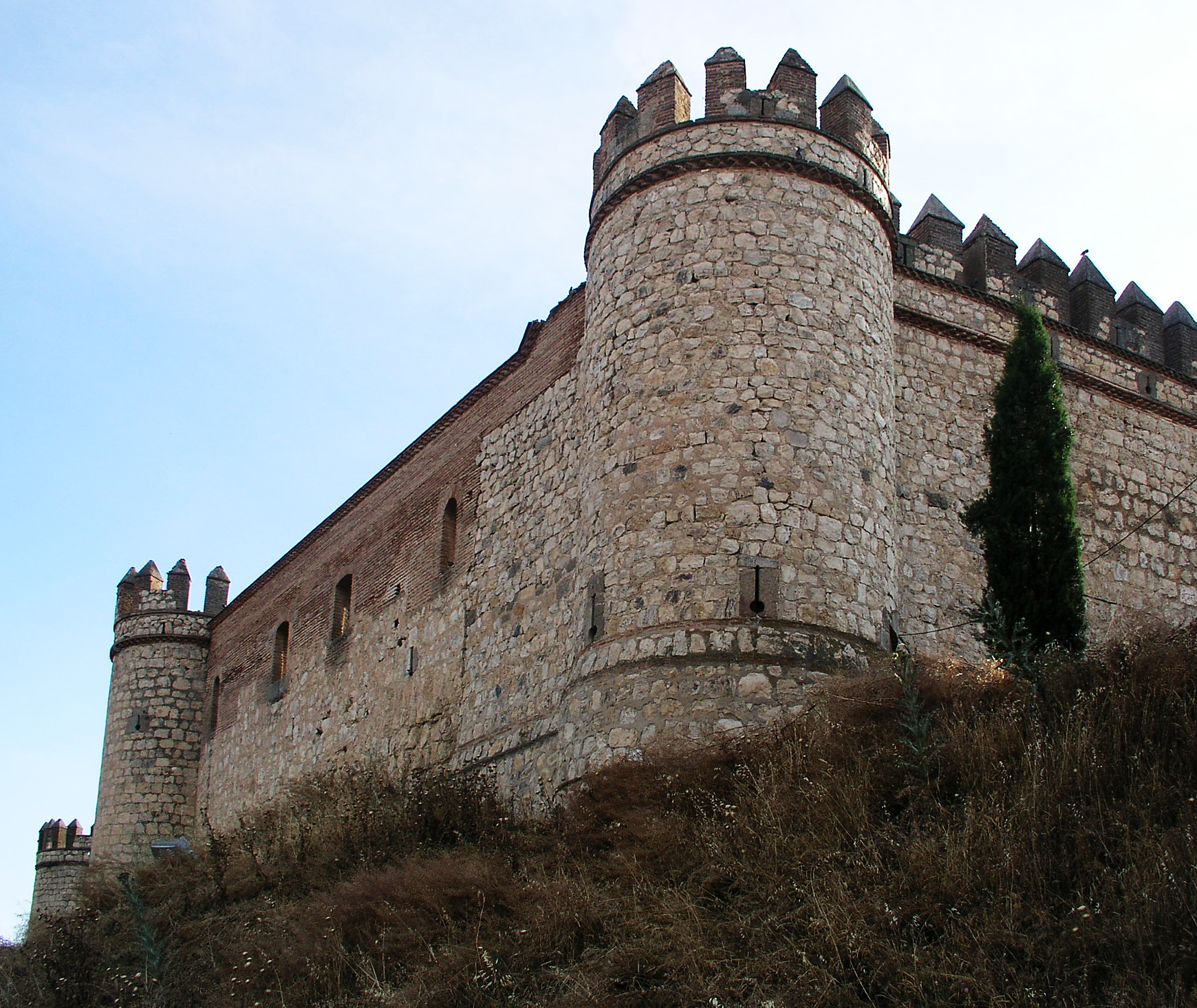
The well preserved castle

Maqueda là một đô thị trong tỉnh Toledo, Castile-La Mancha, Tây Ban Nha.